# Hyperion (boom)
Hyperion is de hoogste boom ter wereld. Deze kustmammoetboom (Sequoia sempervirens) van 115,61 meter staat in een afgelegen deel van het Redwood National Park in het noordwesten van de Amerikaanse staat Californië. De boom, ontdekt in 2006, is vernoemd naar Hyperion, de Titaan uit de Griekse mythologie.
Ondanks zijn grote hoogte is Hyperion niet de grootste boom in volume; dat is General Sherman. Hyperion heeft een geschat stamvolume van 502 kubieke meter en is 700 tot 800 jaar oud.
De exacte locatie van Hyperion is geheim, omdat de te verwachten toestroom aan nieuwsgierigen het ecosysteem van de boom zou kunnen verstoren. Voor het gebied in 1978 tot beschermd natuurgebied werd verklaard, werden er vele bomen gekapt door houtfirma's.